# Ingvar
Ingvar ist ein männlicher skandinavischer Vorname.

## Herkunft und Bedeutung
Der zweiteilige Name Ingvar hat seine Wurzeln im Nordischen. Der erste Bestandteil ist abgeleitet von dem altisländischen Gottesnamen Yngvi. Beim zweiten Teil handelt es sich vermutlich um altnordisch herr „Heer, Heeresführer, Krieger“ (< urgermanisch *harjaz, vgl. Heer). Ingvar bedeutet folglich „Heerführer, Krieger Yngvis“.
In der frühen nordischen Geschichte gab es mehrere Personen namens Ingvar (eigentlich Yngvarr oder Ingvarr) oder Ivar. Offensichtlich leitet sich auch der altrussische Name Igor von dem nordischen Namen ab (vgl. Igor von Kiew).

## Verbreitung
Ingvar ist vor allem in Island, Schweden und Dänemark verbreitet. Yngvar ist ein männlicher norwegischer Vorname.

## Varianten
- altisländisch: Ingvarr, Yngvarr
- deutsch: Ingvar, Ingwer
- lettisch: Ingvars
- norwegisch: Yngvar
- russisch: Ингвар Ingwar
- ukrainisch: Інг'вар Ingwar
- belarussisch: Інгвар Ingwar

- Vielleicht ist auch die Kurzform Ivar von Ingvar abgeleitet.[6]

## Namensträger

### Vorname
- Ingvar Ambjørnsen (1956–2025), norwegischer Schriftsteller
- Yngvar Bryn (1881–1947), norwegischer Eiskunstläufer
- Ingvar Carlsson (* 1934), schwedischer Politiker
- Ingvar Carlsson (1947–2009), schwedischer Rallyefahrer
- Ingwer Ebsen (* 1943), deutscher Rechtswissenschaftler
- Ingvar Gärd (1921–2006), schwedischer Fußballspieler und -trainer
- Ingvar Harra (6. Jh.), sagenhafter schwedischer König
- Ingvar Hirdwall (1934–2023), schwedischer Schauspieler
- Ingwar Jaroslawitsch (v. 1166 – n. 1212), Fürst der Kiewer Rus
- Ingvar Jónsson (* 1981), isländischer Eishockeyspieler
- Ingvar Jónsson (* 1989), isländischer Fußballspieler
- Ingvar Kamprad (1926–2018), schwedischer Unternehmer, Gründer von Ikea
- Ingvar Lidholm (1921–2017), schwedischer Komponist
- Ingwer Ernst Momsen (* 1937), deutscher Geograph, Historiker und Bibliothekar
- Yngvar Nielsen (1843–1916), norwegischer Ethnograph und Historiker
- Ingvar Ómarsson (* 1989), isländischer Radrennfahrer
- Ingwer Paul (* 1953), deutscher Germanist
- Ingwer Paulsen (1883–1943), deutscher Grafiker und Maler
- Ingvar Rydell (1922–2013), schwedischer Fußballspieler
- Ingvar Eggert Sigurðsson (* 1963), isländischer Schauspieler
- Ingvar Svahn (1938–2008), schwedischer Fußballspieler
- Ingvar Wixell (1931–2011), schwedischer Opernsänger

### Doppelname
- Claes-Ingvar Lagerkvist (* 1944), schwedischer Astronom
- Jan-Ingwer Callsen-Bracker (* 1984), deutscher Fußballspieler

### Familienname
- Anne Ingvar (* 1949), schwedische Filmproduzentin